# 歐內斯特·威爾
歐內斯特·威爾（法語：Ernest Weill，1865年10月25日—1947年4月2日）出生於法國上萊茵省的雷吉賽姆，是一位已故的猶太教拉比。

## 生平
他在1891年開始了拉比牧會的信仰生涯，六年後被派任到布克斯維萊爾擔任拉比，1933年在史特拉斯堡創立猶太學院，教授東方學和塔木德，第二次世界大戰結束之後，他遷居到艾克斯萊班想要重振猶太教的興學，不過兩年後因故驟逝，享年82歲。

## 受獎
- 1929年： 法國榮譽軍團勳章